# Johann Paul Schor

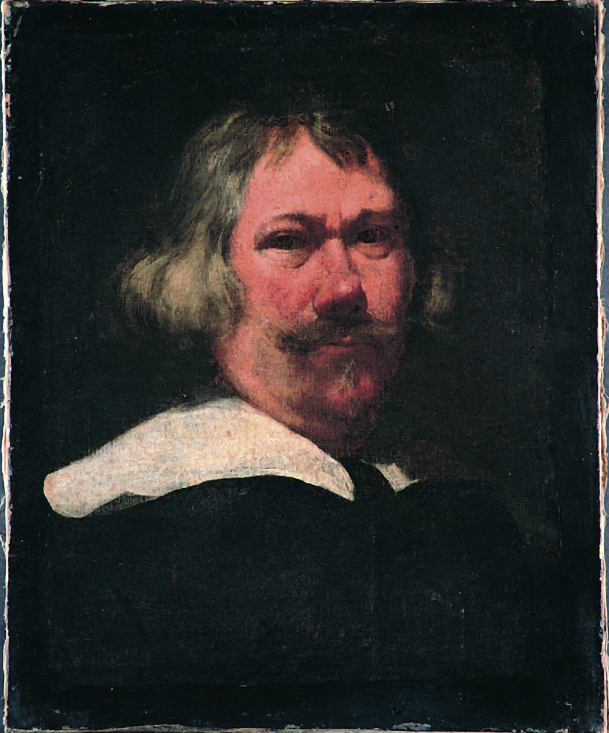
Johann Paul Schor, Porträt von Gian Lorenzo Bernini, zwischen 1655 und 1667

Johann Paul Schor (auch Giovanni Paolo Tedesco genannt) (getauft 27. Juni 1615 in Innsbruck; † 13. März 1674 in Rom) war ein österreichischer Maler und vielseitiger Künstler.

## Leben

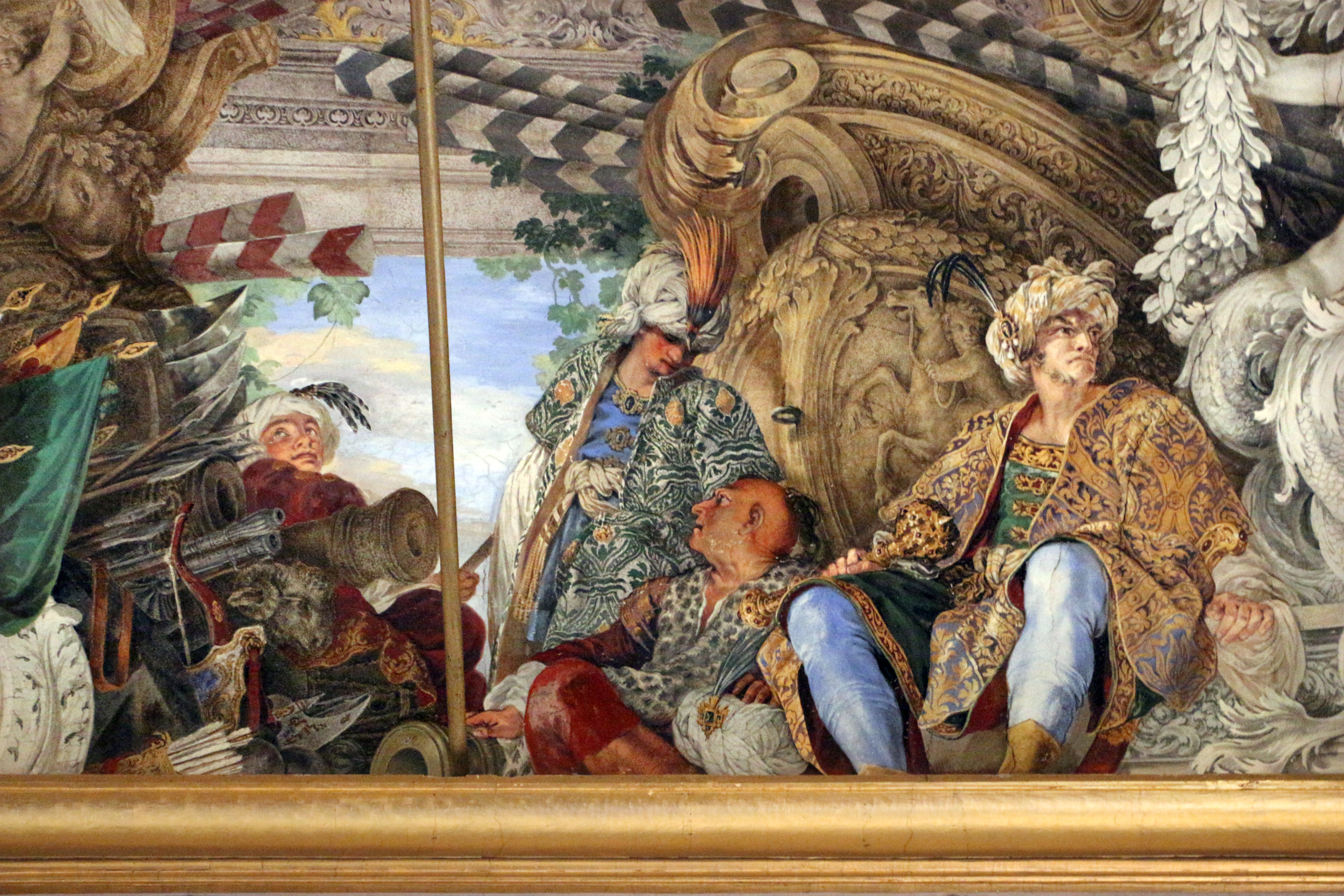
Johann Paul Schor und andere, 1665–67 Rom. Galleria Colonna

Johann Paul Schor entstammt einer bekannten Tiroler Künstlerfamilie und lernte zunächst bei seinem Vater Hans Schor. Vor 1640 ließ er sich in Rom nieder und studierte dort die Arbeiten von Gian Lorenzo Bernini und Pietro da Cortona, deren Schüler er war. Er wurde 1654 Mitglied der Kunstakademie Accademia di San Luca und erlangte die Gunst von Papst Alexander VII., in dessen Auftrag er häufig tätig war. Unter Cortona stattete er 1656/57 mit seinem Bruder Egid Schor und zahlreichen anderen Künstlern den Quirinalspalast aus, Bernini half er bei der Cathedra Petri. 1657 führte er Malereien im päpstlichen Sommersitz Castel Gandolfo aus, Anfang der 1660er Jahre schuf er Arbeiten im Vatikan und die Fresken in der großen Galerie des Palazzo Colonna. Seine Hauptbeschäftigung war allerdings die Dekorationsmalerei, er entwarf Ornamente für die Architektur, Dekors für das Kunstgewerbe, Theaterszenerien, Prunkkarossen und inszenierte pompöse Feste, unter anderem für die Colonna und die Borghese.
1638 heiratete er in Rom Brigitta Trulla (oder Frulli). Er besaß ein Haus an der Piazza di Spagna. Schor starb am 13. März 1674 und wurde bei der deutschen Kirche Santa Maria dell’Anima begraben. Sein Atelier wurde nach seinem Tod von seinen Söhnen Philipp und Christoph weitergeführt.
Viele seiner Werke wurden in der Vergangenheit fälschlicherweise Gian Lorenzo Bernini zugeordnet.